# Турция на «Евровидении-1978»
Турцию на конкурсе песни Евровидение 1978, который прошёл в Париже во Франции, представил коллектив Nilüfer & Nazar с песней Sevince. Набрав 2 очка, Турция заняла 18-е место.

## Голосование
| 12 points | 10 points  | 8 points   | 7 points     | 6 points         |
| --------- | ---------- | ---------- | ------------ | ---------------- |
| - Израиль | - Ирландия | - Германия | - Испания    | - Великобритания |
| 5 points  | 4 points   | 3 points   | 2 points     | 1 point          |
| - Монако  | - Франция  | - Австрия  | - Люксембург | - Италия         |

| 1 point                     |
| --------------------------- |
| - Норвегия - Великобритания |